# Tibia insulaechorab
Tibia insulaechorab (nomeada, em inglês, Arabian tibia) é uma espécie de molusco gastrópode marinho pertencente à família Rostellariidae (antes entre os Strombidae). Foi classificada por Peter Friedrich Röding, em 1798, juntamente com o gênero Tibia, do qual Tibia fusus (Linnaeus, 1758) é a espécie-tipo. É nativa do norte do oceano Índico, do mar Vermelho e costas da Somália e Djibouti ao golfo Pérsico.

## Descrição da concha e hábitos
Concha pesada e sólida, de coloração alaranjada ou avermelhada a castanho-escura e atingindo os 22.5 centímetros de comprimento, quando desenvolvida; alongada, de espiral alta e bem aparente; com superfície lisa, porém com nervuras em suas voltas iniciais. Seu canal sifonal é delicado, curto e ligeiramente curvo. Lábio externo contendo geralmente 6 a 7 prolongamentos destacados, em forma de pequenos calos, e se prolongando numa estrutura que envolve sua penúltima volta. Columela e interior da abertura de coloração branca. Opérculo córneo, em forma de folha.

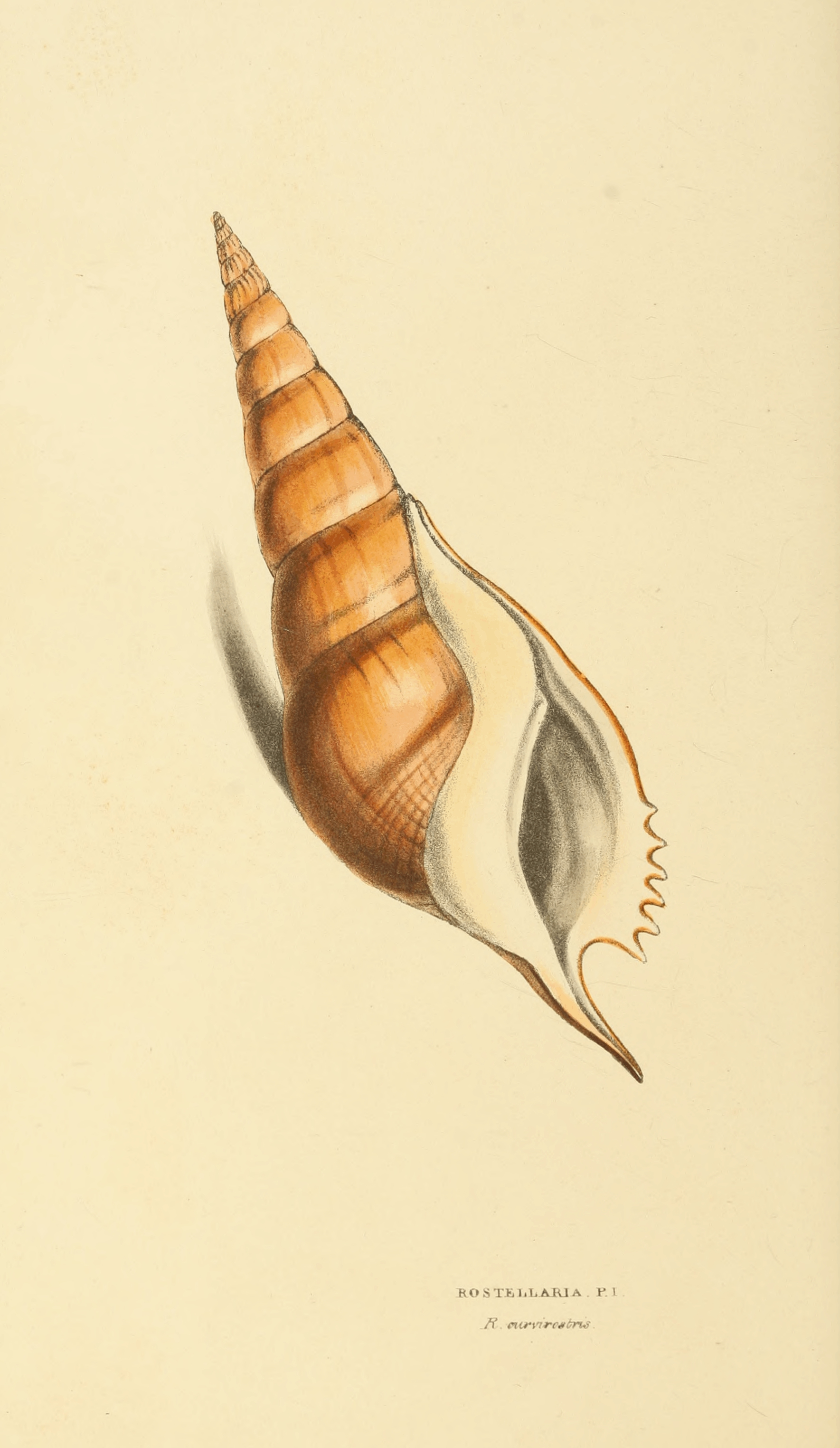
Ilustração da vista inferior da concha de T. insulaechorab; retirada de Zoological illustrations, or, Original figures and descriptions of new, rare, or interesting animals, selected chiefly from the classes of ornithology, entomology, and conchology, and arranged according to their apparent affinities, Volume 1, 2nd series (1829), por William Swainson.

É encontrada em águas moderadamente profundas.